# Inflammasome

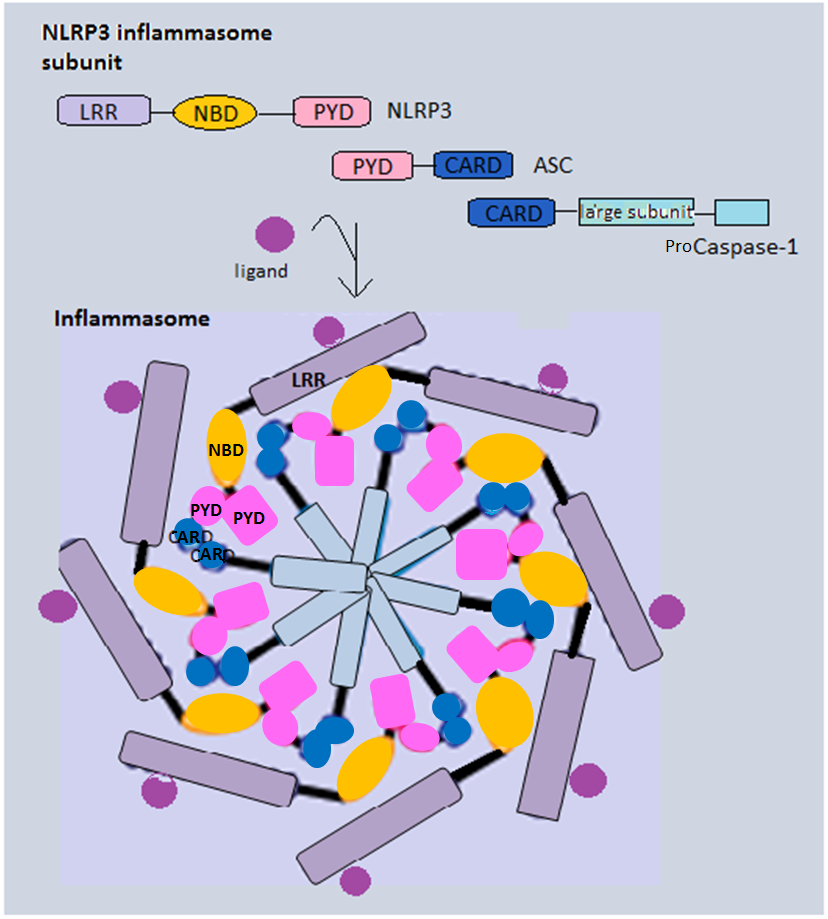
Un inflammasome : complexe de plusieurs protéines qui contrôle l'activation de la Caspase-1. La dérégulation de des inflammasomes est aussi liée à de nombreuses maladies autoimmunes.

L'inflammasome est un complexe protéique oligomérique impliqué dans l’immunité innée,,.
Il est constitué de plusieurs protéines : la caspase 1, PYCARD (ou ASC, voir plus loin), NALP (un type récepteur de type NOD) et parfois la caspase 5 (également connue sous le nom de caspase 11 ou ICH-3). Il est exprimé dans les cellules de la lignée granulocytaire.
L'inflammasome est formé à la suite de la reconnaissance de divers signaux inflammatoires (LPS, cristaux d'acides uriques, composantes virales et bactériennes diverses) par des protéines de la famille NLRP. La composition exacte d’un inflammasome varie selon l’activateur qui a déclenché son assemblage. Par exemple, l'ARN double brin (ARNdb) déclenchera l’assemblage d’un certain inflammasome alors que les cristaux déclencheront une autre forme d’inflammasome. L’inflammasome favorise la maturation des cytokines inflammatoires interleukine-1β et interleukine 18, en les clivant via l’activation de sa caspase 1.
L'inflammasome est responsable de l’activation des processus inflammatoires, et peut induire un phénomène de pyroptose (en), programme de mort cellulaire différent de l’apoptose.

## Mécanismes physiopathologiques
Pendant une infection, une des premières formes de défense mises en place par le système immunitaire inné consiste en un groupe de récepteurs de reconnaissance de motifs moléculaires qui reconnaissent des structures moléculaires exprimées par les agents pathogènes envahissants. Ces récepteurs peuvent se situer sur la membrane cellulaire, par exemple les récepteurs de type Toll (TLR), et les C-type lectin receptors (CLR) ; ils peuvent aussi se trouver dans le cytoplasme, par exemple les récepteurs de type NOD (NLR) et les RIG-like helicase receptors (RLR).
En 2002, Martinon  démontraient qu’un sous-ensemble de NLR appelés NLRP1 étaient capables de s’assembler et de l’oligomériser en une structure activatrice de la cascade caspase 1, conduisant ainsi à la production de cytokines proinflammatoires (notamment IL-1β et IL-18). Cette structure oligomérique fut appelée « inflammasome ». Depuis lors, plusieurs autres inflammasomes ont été découverts, parmi lesquels deux sont également formés à partir de NLR (NLRP3 et NLRC4).
Plus récemment, Hornung ont identifié un inflammasome de la famille PYHIN (pyrine et protéine contenant un domaine HIN) appelé AIM2 (pour absent in melanoma 2) qui s’assemble à la détection d’ADN double-brin (dsDNA) étranger dans le cytoplasme et active NF-kB, qui possède un rôle crucial dans les infections bactériennes et virales.

## Cascade inflammatoire
En parallèle à l'apoptosome, qui active la cascade apoptotique, l'inflammasome active la cascade inflammatoire. Une fois actif, l'inflammasome se lie à la procaspase 1 (précurseur de la caspase 1) via son domaine CARD (domaine de recrutement de la caspase) ou via le CARD de la protéine adaptatrice ASC qui se lie à lui durant la formation de l'inflammasome. Dans sa forme complète, l’inflammasome met en contact beaucoup de molécules de procaspase 1 et induit leur clivage automatique en sous-unités p20 et p10. La caspase 1 s’assemble ensuite en sa forme active consistant en deux hétérodimères avec chacun une sous-unité p20 et p10. Une fois active, elle déclenche :
- le clivage de la pro-IL-1β en IL-1β ;
- le clivage de la pro-IL-18 en IL-18 pour induire la sécrétion d’IFN-γ et l’activation de lymphocytes NK ;
- le clivage et l’inactivation de l’IL-33 ;
- la fragmentation de l’ADN et la formation de pore cellulaires ;
- l’inhibition d’enzymes glycolytiques ;
- l’action de la biosynthèse de lipides ;
- la sécrétion de médiateurs réparateurs de tissus comme la pro-IL-1α.

## Inflammasomes à sous-unités NLR

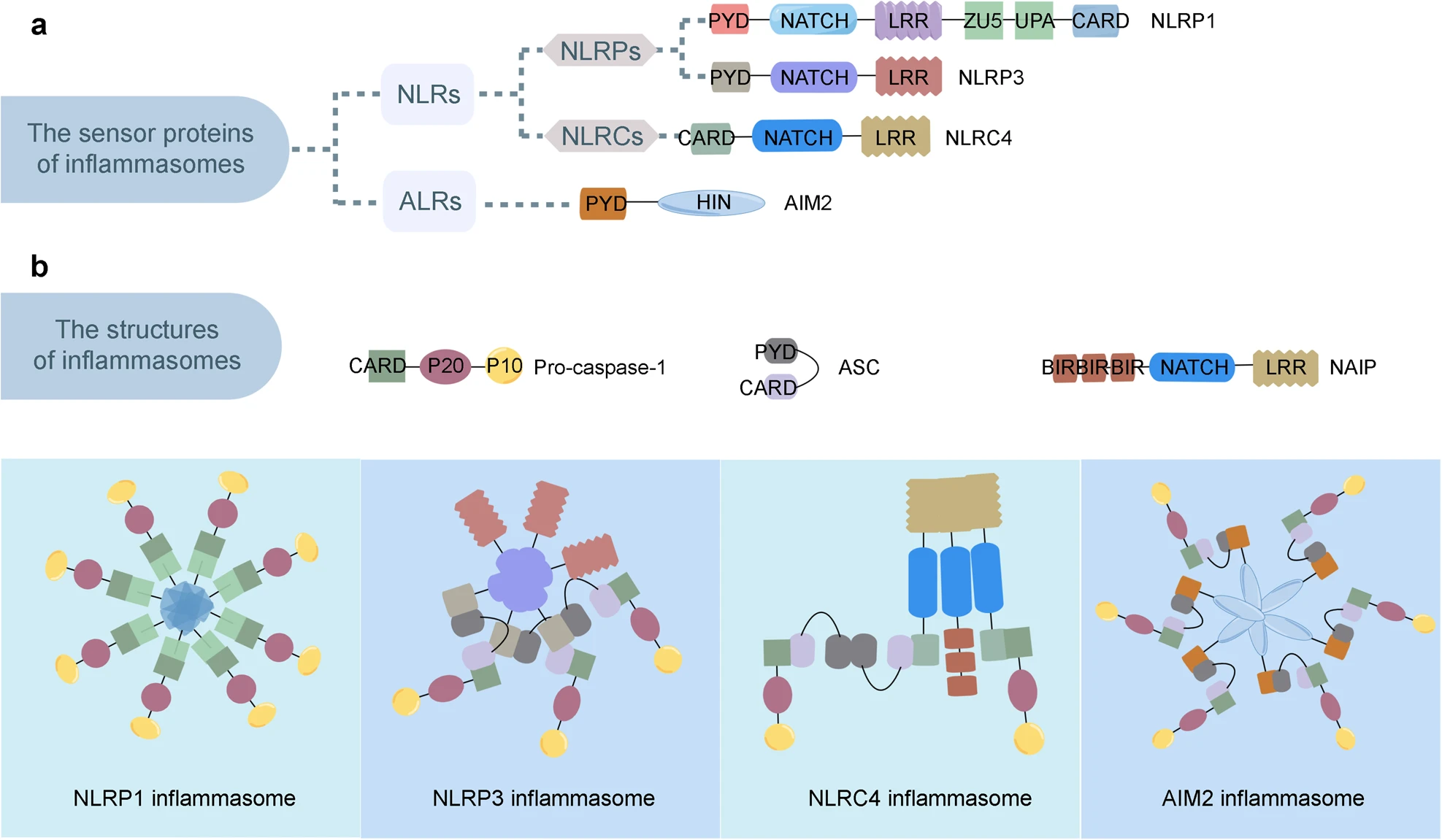
Structures représentatives des protéines capteurs de l'inflammasome et des inflammasomes.

NLRP1, NRLP3 et NLRC4 sont des sous-ensembles de la famille NLR et ont deux points communs :
- un domaine de liaison aux nucléotides (NBD, nucleotide-binding domain) important pour leur propre oligomérisation ;
- une terminaison C en leucine-rich repeat (LRR) qui sert de domaine de reconnaissance de ligands pour d’autres récepteurs (comme le TLR) ou des ligands microbiens.

### NLRP3

#### Structure
En plus des domaines NBD et LRR, la protéine NLRP3 contient un domaine PYD (comme NRLP1) et active donc la caspase 1 de la même façon, en utilisant son PYD pour recruter ASC. Cela forme un unique oligomère par cellule, et cet oligomère est constitué de sept molécules NLRP3. C’est le plus gros inflammasome connu de tous, atteignant près de 2 µm de diamètre.

#### Activation
L’oligomérisation de NLRP3 est provoquée par de nombreux stimuli :
- des taux faibles en K+ intracellulaire ;
- le virus Influenza A ;
- le Neisseria gonorrhoeae ;
- des toxines bactériennes comme la nigéricine (en) et la maïtotoxine ;
- des cristaux de molécules endogènes.

Les cristaux de cholestérol et d'acide urique augmentent la production d’IL-1β par le NLRP3. Ce processus serait impliqué dans les phénomènes d'athérosclérose et de goutte, où ces cristaux se forment dans les cellules.
- les cristaux d'aluminium, de silice et d'amiante activent NLRP3.

## AIM2
L'AIM2 (en) est l'inflammasome à ADN. Il détecte l'ADN double brin étranger en utilisant un domaine HIN200 attaché à un PYD pour recruter la protéine adaptatrice ASC pendant le processus inflammatoire. Il s'oligomérise après avoir détecté de l'ADN bactérien ou viral, ou encore de l'ADN aberrant provenant de l'hôte dans des processus auto-immunitaires. AIM2 est aussi activé lors de la rupture d'intégrité de l'enveloppe nucléaire